# Kristaps Porziņģis
Kristaps Porziņģis, född 2 augusti 1995 i Liepāja, är en lettländsk professionell basketspelare, som spelar för Atlanta Hawks i National Basketball Association (NBA). Den 2,21 meter långe centern blev draftad i första ronden som fjärde valet år 2015. Han blev NBA-mästare med Boston Celtics år 2024. 